# 分離果

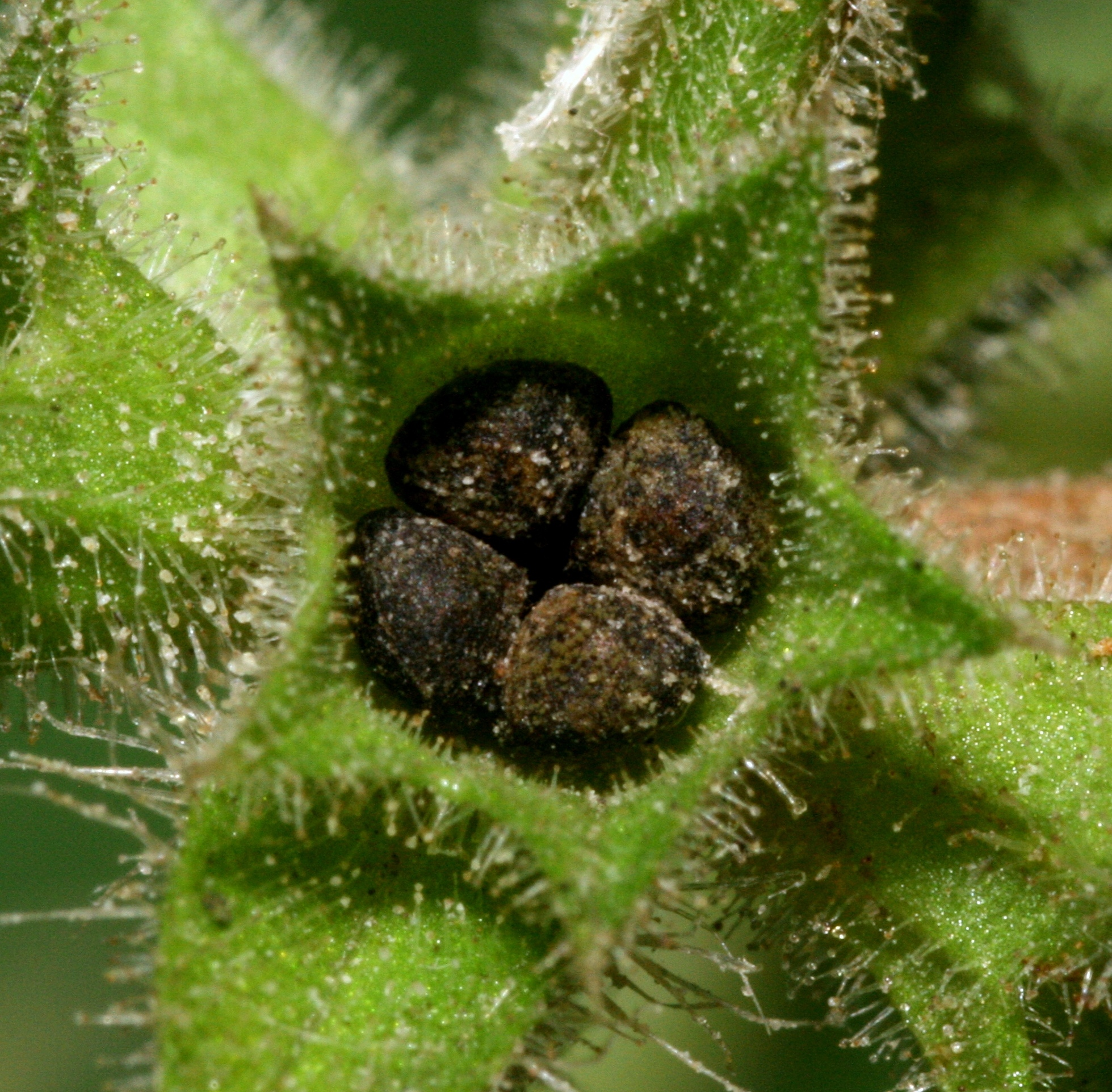
1. イヌゴマ属（シソ科）の4個の分果からなる分離果

分離果（）（英: schizocarp, schizocarpic fruit）とは果実の1型であり、複数室をもつ1個の雌しべに由来し、これが複数の単位に縦に分かれる果実のことである（図1）。分かれる単位は、分果（）（mericarp, coccus, fruitlet）とよばれる。分果が裂開して種子を放出するものはフウロソウやアオギリなどに、分果が裂開しないものはカエデ、ヤエムグラ、ホトケノザなどに見られ、後者のみを分離果としていることもある。またセリ科に見られる分離果は、2個の分果が果軸の頂端からぶらさがっており、特に双懸果（）（cremocarp）ともよばれる。

## 定義
果実は雌しべの子房（種子のもとである胚珠が含まれる部分）が発達したものであり、基本的に1個の雌しべが1個の果実となる。しかし一部の植物では、1個の雌しべ（子房）が複数の部分に縦に分かれて複数の果実となる（下図2a, b）。このような果実は分離果、分離する単位は分果とよばれる。分離果となる雌しべは複数の室に分かれており（心皮数よりも室数が多いこともある）、室ごとに分離する。分離果に似るが横に分かれる果実として、節果（オジギソウなど）や節長果（ダイコンなど）があり、広義の分離果に含めている例もある。
分果が裂開する例（上図2b–e）と、裂開しない例（下図3）がある。前者は袋果や蒴果として扱われることもあり、また後者のみを分離果としていることもある。ふつう分果は1個の種子を含む。アオギリ（アオイ科）は花後に５個の分果に分かれるがすぐに裂開し、開いた果皮（心皮）の縁に複数の種子がついた状態で成熟する（上図2e）。
分果が裂開するものはフウロソウ科（上図2b, 下図4a）、コクサギ（上図2c, 下図4b）、サンショウ（上図2d）（ミカン科）、アオギリ（上図2e）（アオイ科）に、分果が裂開しないものはハマビシ科（下図3a）、カエデ属（下図4c）（ムクロジ科）、ニガキ科、ゼニアオイ、タチアオイ（下図3b）（アオイ科）、ヤエムグラ属（下図4e）（アカネ科）、ムラサキ科（下図3c）、シソ科（上図1,　下図3d）、チドメグサ（ウコギ科）、セリ科（下図3e, 4d）などにみられる。
セリ科の分離果は2個の分果が果軸の頂端から下垂しており、特に双懸果ともよばれる（下図3e）。

## 種子散布
分果が裂開するものでは、種子が散布単位となる。一方、分果が裂開しないものでは、種子を含む分果が散布される。
フウロソウ属（フウロソウ科）の分離果（蒴果ともされる）では、分果が花柱に沿って巻き上がり、種子をはじきとばす（自動散布）（下図4a）。コクサギ（ミカン科）の分離果（蒴果ともされる）では分果の外果皮が裂開し、内果皮がはじけて種子を自動散布する（下図4b）。
カエデ属（ムクロジ科）やニワウルシ（ニガキ科）の果実は分離果であるが、分果には大きな翼があり、翼果としても扱われる（上図4c）。また翼果とされることはないが、セリ科のアシタバ、ハナウド、シラネセンキュウなどでは、個々の分果の縁辺が薄く翼状になっている（上図4d）。またアオギリ（アオイ科）の分離果では分果がすぐに裂開し、縁に種子をつけた状態で成熟する（上図2e）。これらの分果は、種子を含んだまま風によって散布される（風散布）。
ヤエムグラ（アカネ科）やオヤブジラミ（セリ科）の分果表面には細かいカギ毛が生えており（上図4e）、これによって動物に付着して散布される（付着散布）。
サンショウ属（ミカン科）の分果は、裂開して種子を露出するが、種子は落下せずその場に留まる（上図2d）。種子は光沢がある黒色で目立ち、表層が脂質に富むため鳥などに食べられ、糞と共に排出されて散布される（被食散布）。
ホトケノザやヒメオドリコソウ（シソ科）の分果にはエライオソームとよばれるアリが好む物質からなる塊がついており、アリによって散布される（アリ散布）。